# Динхем, Джон, 1-й барон Динхем
Джон Динхем, 1-й барон Динхем из Натвелла и Хартланда (англ. John Dynham, 1st Baron Dynham; ок. 1433 — 28 января 1501) — английский дворянин и политик. Он занимал посты лорда-канцлера Ирландии (1460—1461) и лорда-верховного казначея Англии (1486—1501). Он был одним из немногих людей, которые служили советниками королей Эдуарда IV, Ричарда III и Генриха VII.

## Происхождение
Он родился в Натвелле (графство Девон). Старший сын и наследник сэра Джона Динхема (1406—1458) из Натвелла и Хартленда, и его жены Джоан Арчес (умер в 1497), сестре Джона Арчеса и дочери сэра Ричарда Арчеса (умер в 1417), члена Палаты общин. Динхемы проживали в Натвелле примерно с 1122 года и были одной из ведущих дворянских семей в Девоне. Его отец умер в 1458 году, но его мать владела землями до своей смерти в 1496/1497 года.

## Карьера

### Йоркист
Его служба Дому Йорков началась в 1459 году, когда будущий Эдуард IV и его родственники Невиллы, спасаясь от катастрофической битвы при Ладфорд-Бридж, укрылись у его матери, за что Эдуард позже вознаградил её. Джон Динхем сам купил корабль, на котором они бежали в Кале. Он был избран в парламент от Ковентри и возглавил два успешных рейда против королевских войск в Сандвиче, графство Кент. Во время первого рейда он захватил барона Риверса, Ричарда Вудвилла (позже Ричард Вудвилл, 1-й граф Риверс), тем самым создав (в ретроспективе) комичную сцену, где граф Риверс был унижен за свое низкое происхождение своим будущим зятем, королем Эдуардом IV.

### ПриЭдуарде IV
В 1460 году Джон Динхем был назначен главным шерифом Девона и лордом-канцлером Ирландии. После восшествия на престол Эдуарда IV он стал членом Тайного совета и был создан бароном Динхемом в 1467 году, хотя титул не сопровождался дарованием земель, как обычно. Росс предполагает, что он не становился ведущей фигурой в правительстве до смерти Хамфри Стаффорда, графа Девона. За годы кризиса с 1469 по 1471 год граф Динхемы остались полностью лояльны к Эдварду, и после Эдварда вернуться к власти, стал одним из главных членов правительства, он был главнокомандующим военно-морских сил в этой англо-французской войны в 1475 году. С другой стороны, корона была несколько сдержанна на земельные гранты, его владения ограничивались графствами Девон и Корнуолл . Также у него не было мощной сети семейных союзов: две его сестры вышли замуж за семьи Кэрью и Аранделл, которые имели чисто местное значение; другие вышли замуж за семьи Зуш и Фицуорин, которые были пэрами, но не пользовались широким влиянием до восшествия на престол Ричарда III.

### При Ричарде III
После восшествия на престол Ричарда III Джон Динхем продолжал процветать, став лейтенантом Кале. В этом качестве он отбил замок Хаммес, который перешел на сторону Генриха VII, но был подвергнут критике за то, что позволил гарнизону уйти. Его брачные связи теперь стали полезными с тех пор, как Джон, 7-й лорд Зуш, женился на его сестре Джоан. Зуше был одним из грядущих людей в правление Ричарда, но его перспективы были разрушены битвой при Босворте.

### При Генрихе VII
После смерти Ричарда III Джон Динхем оставался в Кале до тех пор, пока не стало ясно, что новый король Генрих VII Тюдор не питал к нему злобы. На самом деле, Хримс предполагает, что Генрих стремился получить услуги человека с таким послужным списком и верностью короне. В то время как связь с Зушем была полезной, Джон Динхем приобрел нового покровителя в лице лорда Уиллоуби де Брейка, отца его второй жены, который был управляющим королевским домом. При Генрихе Тюдоре Джон Динхем был произведен в рыцари Ордена Подвязки и был назначен лордом-казначеем с 1486 года до своей смерти: он исполнял свои обязанности в казначействе очень серьёзно и проводил большую часть своего времени в Ламбете для удобства. Он получил несколько грантов и заседал в многочисленных комиссиях . Он был одним из судей, которые судили мятежников после восстания в Корнуолле в 1497 году.
Его карьера не пострадала от казни за измену его пасынка лорда Фитцуолтера в 1495 году, а также от достижения его шурина лорда Зуша; ему было выделено пособие на содержание его обедневшей сестры леди Зуш, и Зуш после многих лет позора был в конечном итоге восстановлен в некоторой степени в милости.
Джон Динхем скончался в своем доме в Ламбете, графство Суррей, 28 января 1501 года и был похоронен в Грейфрайерзе, Лондон. У него не было оставшихся в живых законных детей, и все его три брата умерли раньше него, титул умер вместе с ним. Один из его братьев, Оливер Динхем, умер в качестве архидиакона Суррея в 1500 году.

## Брак и дети
Джон Динхем был дважды женат. Его первой женой стала Элизабет Фицуолтер, 8-я баронесса Фицуолтер (1430 — до 1485), вдова Джона Рэдклиффа. Поместья Элизабет перешли после смерти к её сыну от первого брака, Джону Рэдклиффу, 9-му барону Фицуолтеру  (осужден за измену в 1495 году). Вторым браком примерно в 1485 году он женился на Элизабет Уиллоуби, дочери Роберта Уиллоуби, 1-го барона Уиллоуби де Брока (ок. 1452—1502). После смерти барона Динхема его вдова во второй раз вышла замуж за Уильяма Фицалана, 18-го графа Арундела (1476—1544) . От второй супруги у Джона Динхема было, по крайней мере, двое детей, которые умерли в детстве :
- Джордж Динхем
- Филиппа Динхем

У барона Динхема также был незаконнорожденный сын Томас Динхем (умер в 1519 году), которому были предоставлены земли в Эйтропе, Бакингемшир, и который женился на Джоан Ормонд, старшей дочери Джона Ормонда (умер в 1503 году) и Джоан Чоуорт.

## Преемственность
Поскольку Джон Динхем умер, не оставив в живых детей, его поместья, в том числе Натвелл, Кингскерсвелл и Хартленд, графство Девон, а также Соулдерн, Оксфордшир (унаследованные от семьи Арчес), перешли к наследникам его четырёх оставшихся в живых сестер Марджери Динхем, Элизабет Динхем, Джоан Динхем и Кэтрин Динхем.